# 鄒儒 (成化己丑進士)
鄒儒（1436年—？），字宗道，號介菴，浙江紹興府餘姚縣人，竈籍。明朝政治人物。進士出身。

## 生平
成化四年戊子科浙江鄉試第四十一名。成化五年（1469年）參加乙丑科會試第五十六名，殿試登進士第二甲第二十二名。历官南京刑部郎中，弘治元年（1488年）十一月以骑马误入旧内西右门为守备官所奏，贬广西洛容驿驿丞。升广西来宾县知县，十二年三月升青州府同知，十五年二月升辽东行太仆寺少卿。

## 家族
曾祖父鄒貴名、祖父鄒世勤、父亲鄒儀。子邹轩。